# Ching Hai
Ching Hai (née Hue Dang Trinh le 12 mai 1950 dans la province de Quang Ngai), communément appelée Suma ou Maître Suprême Ching Hai, est une dirigeante de la cybersecte (en) Guanyin Famen (en), aussi connue sous le nom de méthode Guan Yin. Elle vit à Taïwan et on estime qu'elle compte 2 millions d'adeptes dans le monde. Ching Hai a fondé la chaîne de restaurants vegan Loving Hut et l'entreprise de mode vegan Celestial Shop sous le nom d'Association internationale du Maître Suprême Ching Hai.

## Biographie et religion
Ching Hai naît d'une mère vietnamienne et d'un père chinois, le 12 mai 1950, dans un petit village de la province de Quảng Ngãi. En 1969, elle entame une relation avec un scientifique allemand. Ils marient, et se séparent deux ans plus tard pour se concentrer sur leur vie spirituelle. En 1979, elle rencontre un moine bouddhiste en Allemagne qu'elle suit pendant trois ans, mais son monastère refuse l'entrée aux femmes.
Selon sa biographie officielle, les parents de Ching Hai sont des naturopathes aisés vivant à Âu Lạc, à Hanoï. Bien qu'élevée dans la tradition catholique romaine, elle apprend les rudiments du bouddhisme auprès de sa grand-mère. Un enseignant spirituel de l'Himalaya lui aurait montré une méthode de méditation particulière qu'elle appelle méthode Guan Yin .
Elle déménage ensuite en Inde pour y étudier différentes religions. Hai tente d'acheter un exemplaire de la Bhagavad Gita dans une librairie, mais les commerçants lui affirment qu'ils n'en ont pas de copie ; en fouillant les lieux, elle en trouve une dans une boîte scellée. En 1982, cette anecdote lui vaut des rumeurs selon lesquelles elle aurait un troisième œil. En 1983, elle rencontre un moine bouddhiste vietnamien à Taiwan nommé Jing-Xing, qui l'ordonne en 1984 sous le nom de "Thanh Hai", ce qui signifie "océan pur".
Selon Ting Jen-Chieh (Ding Renjie), chercheur adjoint à l'Institut d'ethnologie de l'Academia Sinica, au début des années 1990, Ching Hai est en conflit avec les courants bouddhistes respectés à Taïwan. Plutôt que de se soumettre à leurs contraintes, elle rompt tous les liens avec les organisations bouddhistes, abandonne sa robe traditionnelle pour s'habiller de façon moderne, laisse pousser ses cheveux et décide de créer son propre groupe indépendant. Hai appelle sa méthode de méditation méthode Guan Yin parce qu'elle en donne ses premiers enseignements publics à Taiwan ; en chinois, le titre signifie « observation de l'énergie intérieure ».
Elle ne se réclame pas du bouddhisme traditionnel. Sa page d'accueil l'appelle « Maître suprême Ching Hai, humanitaire de renom, artiste et chef spirituel », et elle se rapproche de l'image d'un maître zen plutôt que d'une moniale.

## Entreprise
Hai est la fondatrice de la chaîne de restaurants Loving Hut.
Le site de son organisation propose une boutique qui de vêtements et de bijoux qu'elle a conçus.

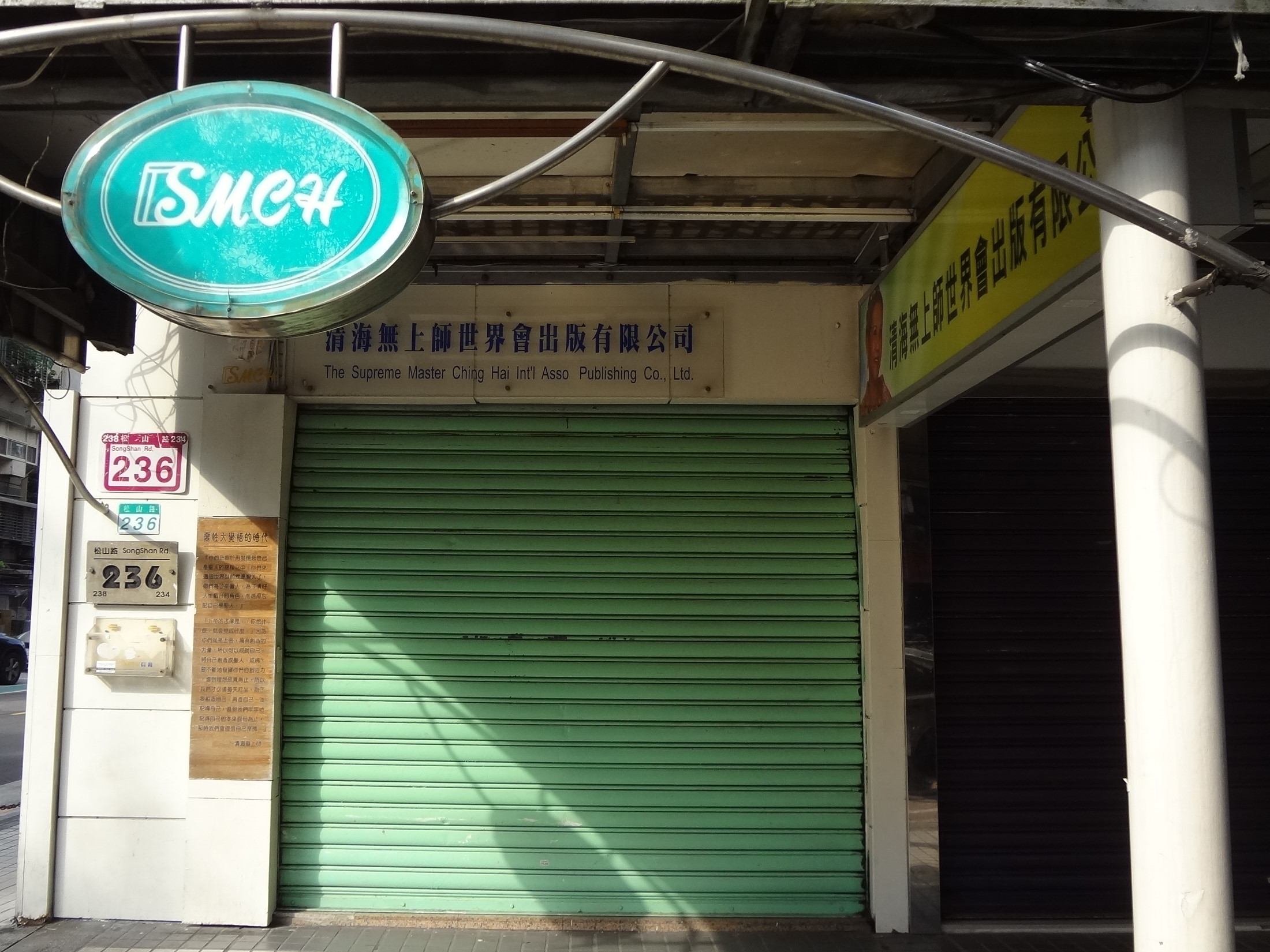
L'Association Internationale de Maître Suprême Ching Hai Publishing Co., Ltd. est fondée au 236 rue Songshan, District de Xinyi.

Fin 2008, Ching Hai lance une campagne médiatique en Australie et en Nouvelle-Zélande demandant aux gens d'« Être verts, devenir vegan, sauver la planète ».
Selon la politologue Patricia Thornton de l'Université d'Oxford, la forte dépendance de la Ching Hai World Society à l'égard d'Internet pour la distribution de textes, le recrutement et le partage d'informations fait du groupe une cybersecte. La source de revenus principale derrière les nombreuses entreprises commerciales de Hai est inconnue et la plupart des contenus produits par ses programmes télévisés sont fortement promotionnels.
L'anthropologue Saskia Abrahms-Kavunenko du Centre Max Weber d'études culturelles et sociales avancées, déclare que le groupe ne se définit pas comme une religion, de façon similaire au mouvement Ravi Shankar. Abrahms-Kavunenko a également noté qu'en Mongolie, le groupe de Hai, en particulier via la diffusion 24 heures sur 24 de la chaîne Supreme Master Television, influence de nombreuses idées bouddhistes sur la méditation et l'illumination, malgré sa légitimité douteuse.
Dans Prominent Nuns: Influential Taiwanese Voices, Jennifer Eichman de la SOAS University of London résume que le mouvement peut être vu comme une hérésie bouddhiste, une organisation religieuse New Age ou encore, et plus souvent, une secte. La réponse de Ching Hai à cette accusation est que ses participants sont libres de partir à tout moment.

## Méthode Guan Yin
Hai lance la méthode de méditation Guan Yin à Miaoli, Taiwan. Hai déclare : « Ce n'est pas que j'aie inventé la Méthode Guan Yin, je la connais juste. Cette méthode existe depuis la nuit des temps, depuis que l'univers s'est formé pour la première fois. Et elle existera toujours. » 
La méthode implique de méditer sur la « lumière intérieure et le son intérieur » de Dieu ou du Bouddha. Hai affirme que la Bible a reconnaît l'existence de cette méthode et qu'elle a été réutilisée à plusieurs reprises par la plupart des grandes religions.
La méthode Guan Yin complète implique un engagement à vie envers un régime végétalien, l'adhésion aux cinq préceptes du bouddhisme et au moins deux heures de méditation par jour. L'initiation rapide, aussi nommée méthode pratique, nécessite une demi-heure de méditation par jour et une absence de viande pendant dix jours chaque mois.
Le spécialiste des études religieuses Michael York (théologien) (en) inscrit la secte dans la tradition indienne de Sant Mat, où la méthode est appelée yoga Surat Shabd.

## Controverses
Hai fait don de 640 000 $ au Presidential Legal Expenses Trust de Bill Clinton. Le fonds rend l'argent en 1996 en raison de sources de financement estimées suspectes,.
En 2003, des gardes forestiers découvrent une île artificielle construite illégalement dans le parc national de Biscayne en Floride depuis la propriété de Ching Hai, juste à l'intérieur des terres du rivage. Le coût estimé pour enlever la promenade, restaurer la forêt de mangrove endommagée et enlever les plusieurs tonnes de blocs de calcaire du lit d'herbiers marins sensibles à l'environnement s'élève à 1 million de dollars. Le comté de Miami-Dade saisit la propriété de Ching Hai, connue localement sous le pseudonyme de Celestia De Lamour, pour financer la restauration. L'année suivante, les employés du parc démolissent la promenade et replantent entre 400 et 500 arbres de mangrove dans la région. L'île artificielle de rochers reste, sa suppression coûtant trop cher. Les agences fédérales poursuivent Ching Hai, mais ses employés et elle-même quittent le pays. La destruction de mangroves sans permis est interdite en Floride et est passible d'une amende.

## Prix et récompenses
- 1993 - Frank Fasi (en), maire d'Honolulu, donne la citoyenneté d'honneur à Hai
- 1994 – Prix mondial du leadership humanitaire, présenté par Barbara Finch, présidente de la Fédération internationale des droits de l'homme
- 1994 – Prix du leadership spirituel mondial, présenté par le secrétaire général Chen Hung Kwang de l'Association mondiale de communication culturelle
- 2006 – Prix Gusi de la paix, octroyé par la présidente des Philippines Gloria Macapagal Arroyo[20],[21]